# Teluk Sekuni
Teluk Sekuni is een bestuurslaag in het regentschap Bintan van de provincie Riau-archipel, Indonesië. Teluk Sekuni telt 844 inwoners (volkstelling 2010).